# TC Weissenhof
Der Tennisclub Weissenhof Stuttgart e. V. ist ein Stuttgarter Tennisverein. Bekannt ist der Club durch die alljährliche Austragung der Boss Open (ehemaliges Internationales Weissenhofturnier). Die Damenmannschaft des Vereins konnte vier Mal die Deutsche Meisterschaft gewinnen.

## Geschichte
1894 wurde der Vorläufer des TC Weissenhof, der Stuttgarter Lawn Tennisclub gegründet. 1898 richtete der Verein das erste internationale Tennisturnier aus. 1914 zog der Klub in eine neue Anlage am Mühlenbachhof um. Aufgrund des Umzugs benannte sich der Verein in der Folge in TC Weissenhof um. 1916 firmierte erstmals ein Turnier unter dem Namen Internationales Weissenhofturnier. 
In den 1950er und 1960er Jahren wurden ein neues Klubhaus, fünf neue Plätze sowie der heutige Centre Court an der Parlerstraße errichtet. 1975 gewann das Damenteam des Klubs erstmals die Deutsche Mannschaftsmeisterschaft. Im Folgejahr konnte das Team den Titel verteidigen. Im selben Jahr wurde die Anlage des Klubs erneut erweitert. Die Tennishalle war die damals modernste Deutschlands, insbesondere aufgrund ihrer Wärmedämmung, der Fußbodenheizung und der Vorbereitung für Solarbeheizung und Wärmegewinnung aus dem Grundwasser.
Seit 1978 firmiert das internationale Tennisturnier des Klubs als Mercedes Cup. 1979 erreichte die erste Damenmannschaft ihren dritten deutschen Meistertitel. 1989 konnte das Team den vierten und bisher letzten Titel erreichen. 1991 konnte die Mannschaft in die neu gegründete Tennis-Bundesliga einziehen. 
Heute spielt die erste Damenmannschaft in der 2. Bundesliga.

## Infrastruktur
Der Verein verfügt im Stuttgarter Stadtteil Weißenhof über einen Center Court und 20 weitere Sand-Plätze (darunter drei Hallen-Courts) sowie ein 1992 errichtetes Klubhaus. Derzeit ist ein umfassender Ausbau der Anlage geplant. Vier weitere Plätze sind bereits geplant.